# LV-3333
La LV-3333, o Carretera d'Ivars d'Urgell a Vallverd, és una carretera antigament anomenada provincial, actualment gestionada per la Generalitat de Catalunya. La L correspon a la demarcació de Lleida, i la V al seu antic caràcter de carretera veïnal. Discorre íntegrament pel terme municipal d'Ivars d'Urgell.
Arrenca de l'extrem meridional del poble de Vallverd, des d'on surt cap al sud-est, i en 3 quilòmetres gairebé del tot rectes arriba a la població d'Ivars d'Urgell, a la cantonada del Carrer de Sant Andreu amb el Passeig de Felip Rodés, on enllaça amb la carretera LV-3344.